# 복용량
복용량(服用量, 영어: dose)은 생체에 생물학적으로 영향을 줄 수 있는 물질의 양이다. 영양학에서는 식사 또는 특정 음식, 영양제 등에 특정 영양이 포함되었는지에 관련되어 있다. 의학에서는 치료의 목적으로 투여되는 약제의 양과 관련된다. 독성학에서는 생체가 노출된 독성 물질의 양을 의미한다.

## 같이 보기
- 의학